# Hakan Çinemre
Hakan Çinemre (* 13. Februar 1994 in Gölcük) ist ein türkischer Fußballspieler.

## Karriere

### Verein
Çinemre begann mit dem Vereinsfußball 2006 in der Jugend des Amateurklubs Anadolu Yeniköyspor. Von hier aus wechselte er 2007 in die Jugend von Gölcükspor und von dort im Sommer 2010 in die Nachwuchsabteilung von Fenerbahçe Istanbul. Bei Fenerbahçe wurde er dann für die türkische Jugendnationalmannschaft entdeckt und gehörte ab 2011 zu den regelmäßig nominierten Spielern. Im Frühjahr 2013 erhielt er bei Fenerbahçe einen Profivertrag, spielte aber fortan für die Reservemannschaft des Vereins.
Nachdem Çinemre bei der U-20-Fußball-Weltmeisterschaft 2013 positiv aufgefallen war, wurde er für die Saison 2013/14 an den Zweitligisten Bucaspor ausgeliehen. Hier trainierte er zunächst parallel zu den Profis auch mit der Reservemannschaft mit und machte sein erstes Spiel für die Bucaspor für die Reservemannschaft. Anschließend gab er am 19. September 2013 in der Zweitligapartie gegen Denizlispor sein Profidebüt. Nach 29 Ligaeinsätzen für Bucaspor kehrte er zum Sommer 2014 zu Fenerbahçe zurück.
Çinemre wurde für die Saison 2014/15 im Kader behalten und kam in einer Pokalbegegnung für die Profimannschaft Fenerbahçes zum Einsatz. Für die Rückrunde dieser Saison lieh ihn sein Klub an den Zweitligisten Adana Demirspor aus. Die Rückrunde der Spielzeit 2015/16 verbrachte er als Leihgabe beim Erstligisten Gaziantepspor und die Saison 2016/17 beim Zweitligisten Eskişehirspor.
Im Sommer 2017 verließ er Fenerbahçe endgültig und wechselte zum Ligarivalen Göztepe Izmir. 2020 ging er zunächst auf Leihbasis zu Adanaspor und danach ganz zu dem Verein. 2021 folgte der Wechsel zu Denizlispor. Dort spielte er zwei Jahre, ehe er zum Zweitligisten Arnavutköy Belediyespor wechselte. Dort erhielt er einen Vertrag bis Juni 2025.

### Nationalmannschaft
Çinemre begann seine Nationalmannschaftskarriere 2011 bei der türkischen U-18-Auswahl und absolvierte im gleichen Jahr zwei weitere U-18-Länderspiele. Anschließend spielte er für die türkische U-19- und die U-20-Nationalmannschaft. Mit Letzterer nahm er an der U-20-Fußball-Weltmeisterschaft 2013 teil und schied hier im Achtelfinale gegen die französische U-20 aus. Çinemre erhielt während dieses Turniers von der türkischen Fachpresse positive Kritiken.

## Erfolge
Mit der türkischen U-20-Nationalmannschaft
- Achtelfinalist der U-20-Fußball-Weltmeisterschaft: 2013